# Геннадій (архімандрит Печерський)
Геннадій I (д/н —після 1536) — український церковний діяч часів Великого князівства Литовського.

## Життєпис
Відомості про Геннадія обмежені. Після смерті Антонія I, архімандрита Києво-Печерського монастиря, обирається новим настоятелем. Згаданий у грамоті короля польского і великого князя литовського Сигізмунда I від 8 лютого 1535 року. На той час відбувається послаблення гідності архімандрита, відновлюється втручання королівської влади в справи монастиря. Погіршується навчання ченців, падає дисципліна. Того ж року на клопотання королеви Бони король Сигізмунд I відступив князю Юрію Слуцькому своє право подавання Києво-Печерського монастиря з умовою, щоб він, коли помре тодішній архимандрит Геннадій, узяв монастир у свої руки і віддав під управління того, кому сам захоче, але щоб по смерті обраного князем настоятеля монастир знову перейшов у подавання короля.
1536 року не маючи змоги запобігти втручанню королівських урядників і князів Геннадій продав архімандрію ігумену Іоакиму за 150 коп литовських грошей. Подальша доля Геннадія невідома.